# Raïon Gornomariiski
Le raïon Gornomariiski (mari des montagnes:Кырык мары кымдем, Kyryk mary kymdem,Mari des prairies:Курыкмарий кундем, Kurykmari kundem, russe : Горномари́йский райо́н, Gornomarijski raion;  ) est un raïon de la république des Maris en Russie.

## Présentation
Le raïon Gornomariiski est situé dans l'ouest de la république des Maris.
La superficie du raïon est de 1 971 km2.
Son centre administratif est la commune urbaine de Kozmodemiansk.
Le raïon comprend aussi 13 municipalités rurales : Berezovo, Yelassy, Yemechevo, Kartoukovo, Krasnovoljskaïa, Kouznetsovo, Mikriakovo, Ozerki, Païgoussovo, Sourskaïa, Troïtski Possad, Oussola et Vilovatovo.
Environ 87,7 % des habitants sont des Maris, 11 % des Russes et 0,7 % des Tchouvaches.
Le raïon Gornomariiski est situé au sud-ouest de la république et borde le raïon  Iourinski et le raïon Kilemarski, à l'ouest le raïon de Vorotynets de l'oblast de Nijni Novgorod.
Au sud, il est bordé par le raïon Morgauchski et le raïon Yadrinski de la république de Tchouvachie.
La majeure partie du raïon Gornomariiski est située sur la rive droite de la Volga, l'autre partie sur la rive gauche de la Volga et de Vetlouga.
Les autres rivières sont la Soura, la Soumka, la Bolchaïa et la Malaïa Younga, le Soundyr et la Soundyrka.
Environ 45 % de la superficie est constituée de forêts, 33 % de terres agricoles et 18 % d'eau.
La principale activité du raïon est l'agriculture et l'industrie agroalimentaire.
Le raïon produit aussi du bois et des matériaux de construction.
Les journaux locaux sont Krai gornomarijski en langue russe et le Žerä en langue mari des montagnes.
Kozmodemiansk publie également le magazine pour enfants Jämdÿ li en mari des montagnes.
La ville possède un théâtre et une station de radio en mari des montagnes, ainsi qu'un musée ethnographique en plein air.
Le bateau traversant la Volga permet d'accéder à la rive orientale de la Volga et à Iochkar-Ola, la capitale de la république des Maris.
La distance entre le centre du raïon Gornomariiski et Iochkar-Ola à travers la Volga est de 117 kilomètres et via Tcheboksary de 190 kilomètres,,.

## Démographie
La population du raïon Gornomariiski a évolué comme suit:
| 1939   | 1959   | 1979   | 1989   | 2002   |
| ------ | ------ | ------ | ------ | ------ |
| 55 889 | 79 918 | 99 399 | 32 949 | 29 203 |

| 2005   | 2009   | 2011   | 2015   | 2019   |
| ------ | ------ | ------ | ------ | ------ |
| 28 400 | 26 472 | 25 669 | 23 027 | 21 224 |

| 2021   | - | - | - | - |
| ------ | - | - | - | - |
| 20 476 | - | - | - | - |

## Galerie

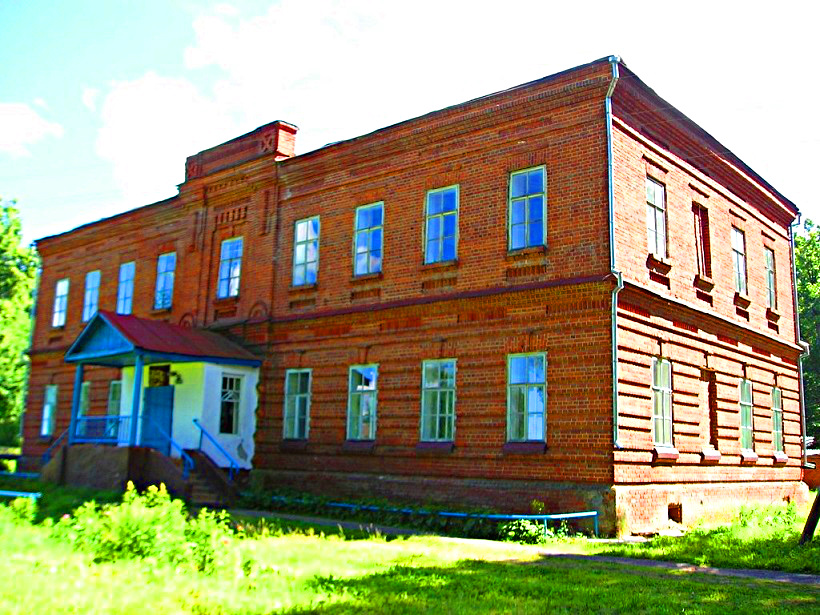
Couvent de la Présentation.
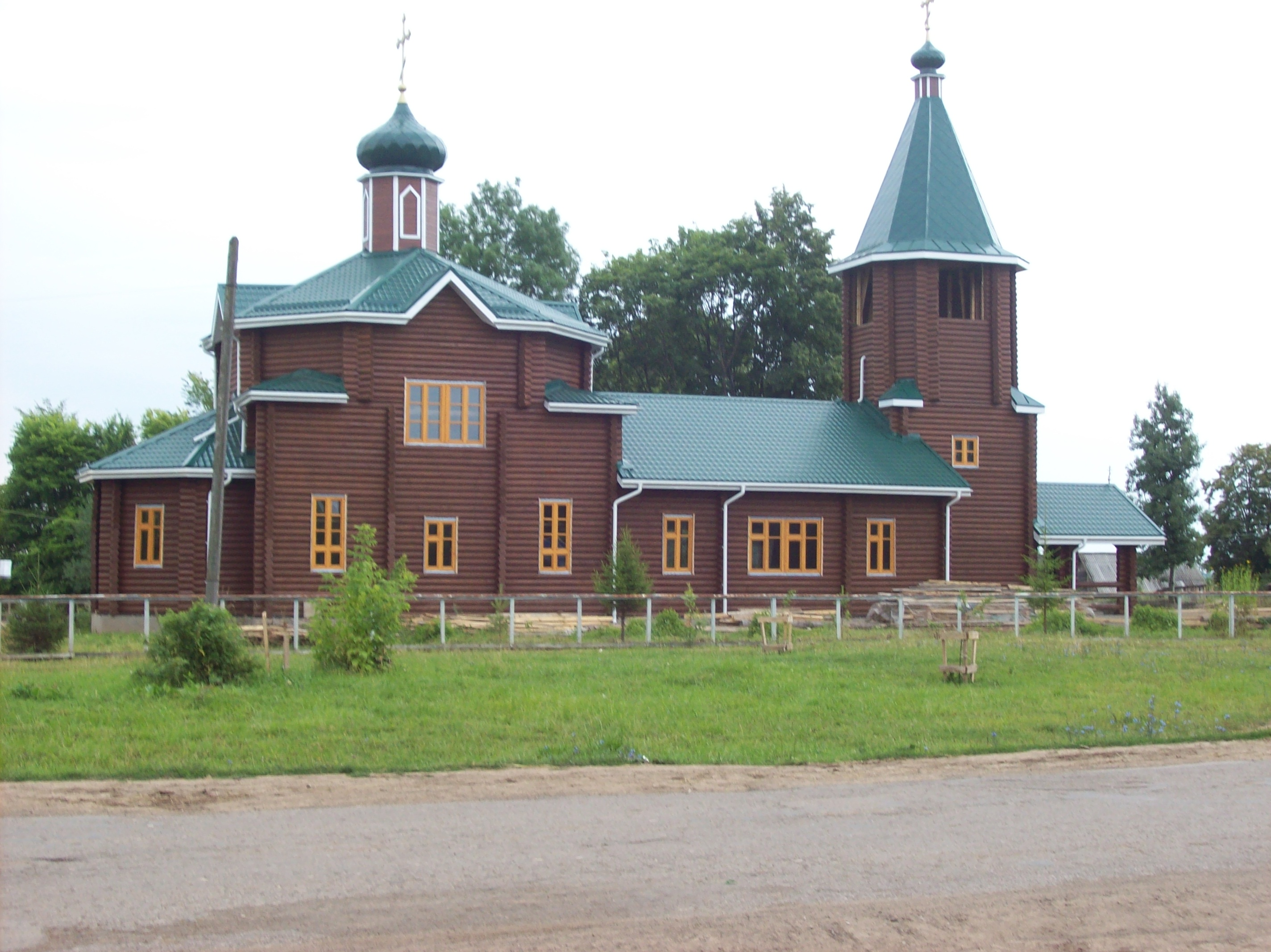
Église du village de Mikriakovo.
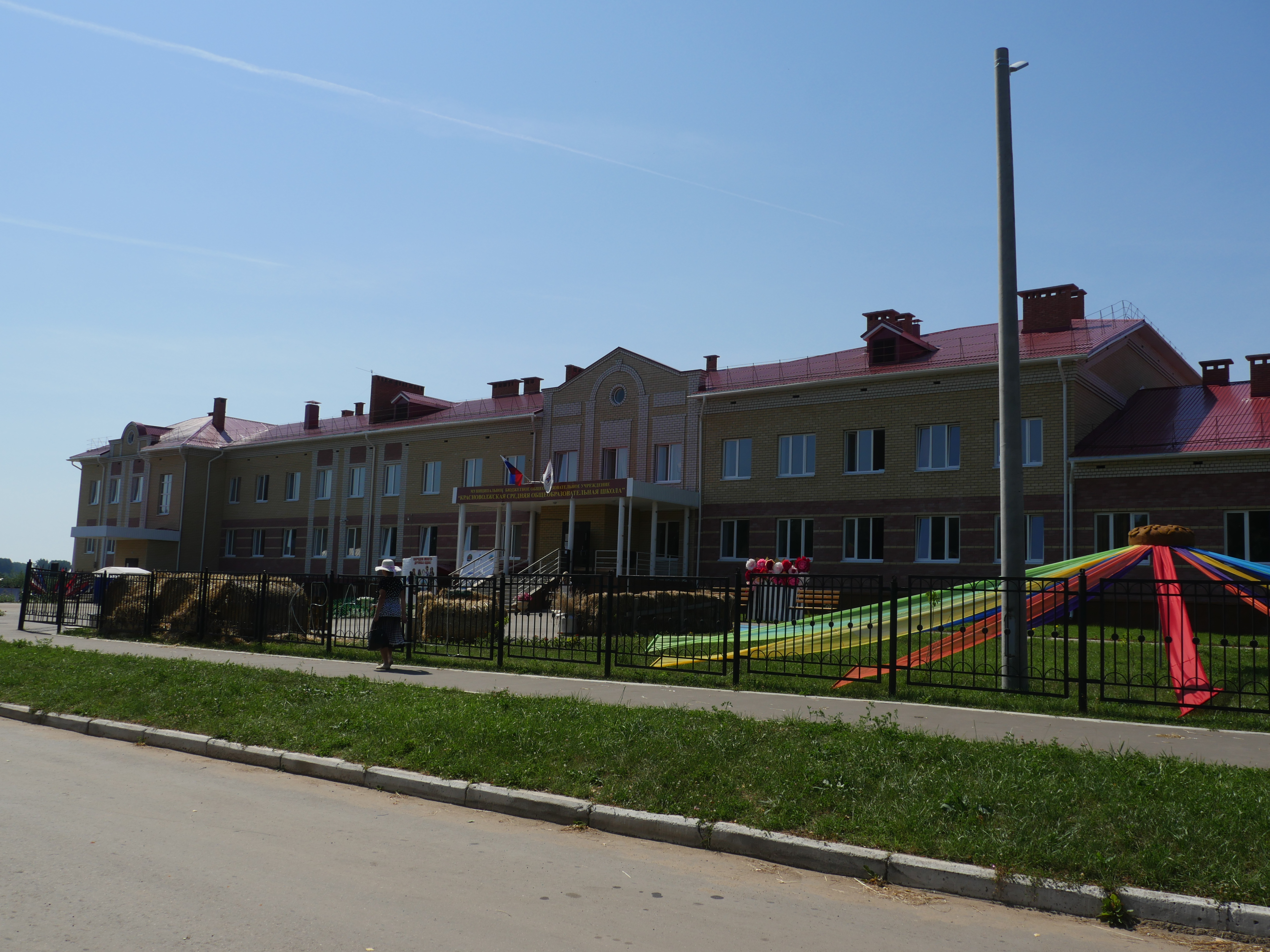
École de Koulakovi.
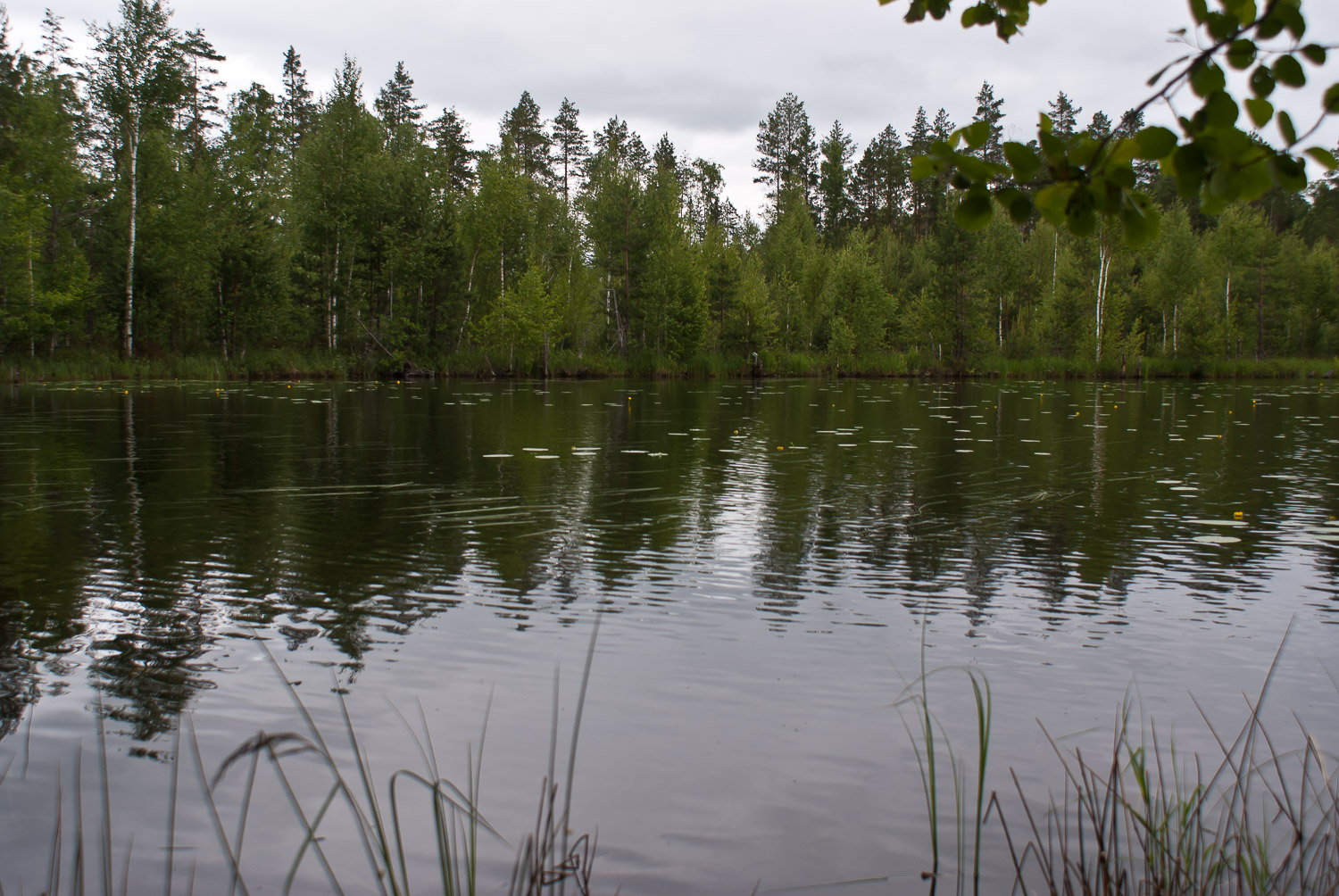
Lac Karassiar.